# Babylon
Babylon és una petita vila de Long Island, als Estats Units d'Amèrica, d'uns 12.000 habitants i amb una densitat de poc més de 2.000 per km². Actualment, l'alcalde de Babylon és el Ralph A. Scordino.

## Personatges il·lustres
- Ashley Massaro lluitadora de la World Wrestling Entertainment (WWE)